# Cheval au Guatemala
Le cheval au Guatemala (espagnol : caballo) arrive en 1519 avec les troupes des conquistadors Hernán Cortés et Pedro de Alvarado. Ce dernier soumet les Mayas pour la couronne espagnole en 1523. Après le départ d'Hernán Cortés, le cheval est vénéré pendant un siècle à Flores. 
L'élevage se cantonne ensuite exclusivement sur la côte, avant de se répandre à tout le pays. Le Guatemala élève désormais une quinzaine de races de chevaux, avec un cheptel de presque 125 000 têtes en 2017.

## Histoire
Des fossiles de chevaux sauvages datant de la Préhistoire ont été retrouvés sur tout le continent américain, mais le cheval disparaît environ 10 000 ans av. J.C., peut-être sous la pression de la chasse des populations humaines. L'espèce est réintroduite par des explorateurs et des colons européens sous sa forme domestique, au XVe siècle.

### Premières arrivées
L'Amérique centrale, au sens de la côte est de l'isthme, est le premier lieu non-insulaire par lequel le cheval importé par les Espagnols arrive dans les Amériques, après son acclimatation aux Antilles. Débarqué par la Castille d'Or vers 1514, son usage et son élevage se répandent ensuite dans le Nicaragua. 
La toute première introduction du cheval s’effectue par le sud du territoire guatemaltèque. Les montures des conquistadors Hernán Cortés et Pedro de Alvarado pénètrent dans l'actuel Guatemala en 1519, puis plus largement en 1523 via l'expédition menée avec l'aval de Cortés depuis Mexico-Tenochtitlan contre les Mayas, qui compte 120 cavaliers, pour 160 à 170 chevaux et mulets,. Bernal Díaz del Castillo, le chroniqueur de l'expédition de Cortés, consigne de nombreuses informations au sujet de ces animaux, telles que leurs noms, leur couleur de robe et leur apparence. 
Alvarado reçoit plus de 200 chevaux en renfort de la part de Cortés en septembre 1526,.

### Vénération du cheval par les Itzá
Après la soumission des Mayas, le Guatemala ne devient pas un centre d'élevage, ces derniers étant implantés sur la côte et au Nicaragua.
Lors de son passage en 1524, Cortés rapporte avoir laissé l'un de ses chevaux personnels, un animal noir nommé El Morzillo, ou « Marzillo », aux soins du chef de Flores, car l'animal était boiteux. Les Itzá, ne sachant s'occuper d'un cheval, tentent de le nourrir de viande et de fleurs,. Morzillo meurt, faute de soins appropriés,. Les Itzá érigent un temple en l'honneur du cheval, créent une statue de l'animal, et le nomment Tziminchác (« tapir du tonnerre »), voyant en lui une divinité du tonnerre, vraisemblablement car ils pensent que c'est du cheval que vient le tir des arquebuses. Cette divinité prend une place importante dans le panthéon Itzá. Cortés ne revient jamais chercher son cheval, aussi 95 ans s'écoulent avant que les Itzá ne reçoivent de nouveau la visite d'Européens.
Un siècle après la conquête d'Alvarado, les missionnaires venus convertir les habitants du Petén à cheval rapportent que les habitants n'ont jamais vu ces animaux autrement que via une statue équestre d'Hernan Cortès. En 1618, les deux religieux trouvent la statue de Tziminchác. Le père Juan de Orbita, choqué, la détruit. Cette profanation entraîne la colère du peuple, les missionnaires échappant de peu au massacre. Le frère Bartolomé Fuensalida, pour tenter de les calmer, leur dit qu'il s'agit de l'idole d'une « bête irrationnelle ».

### Généralisation de l'élevage

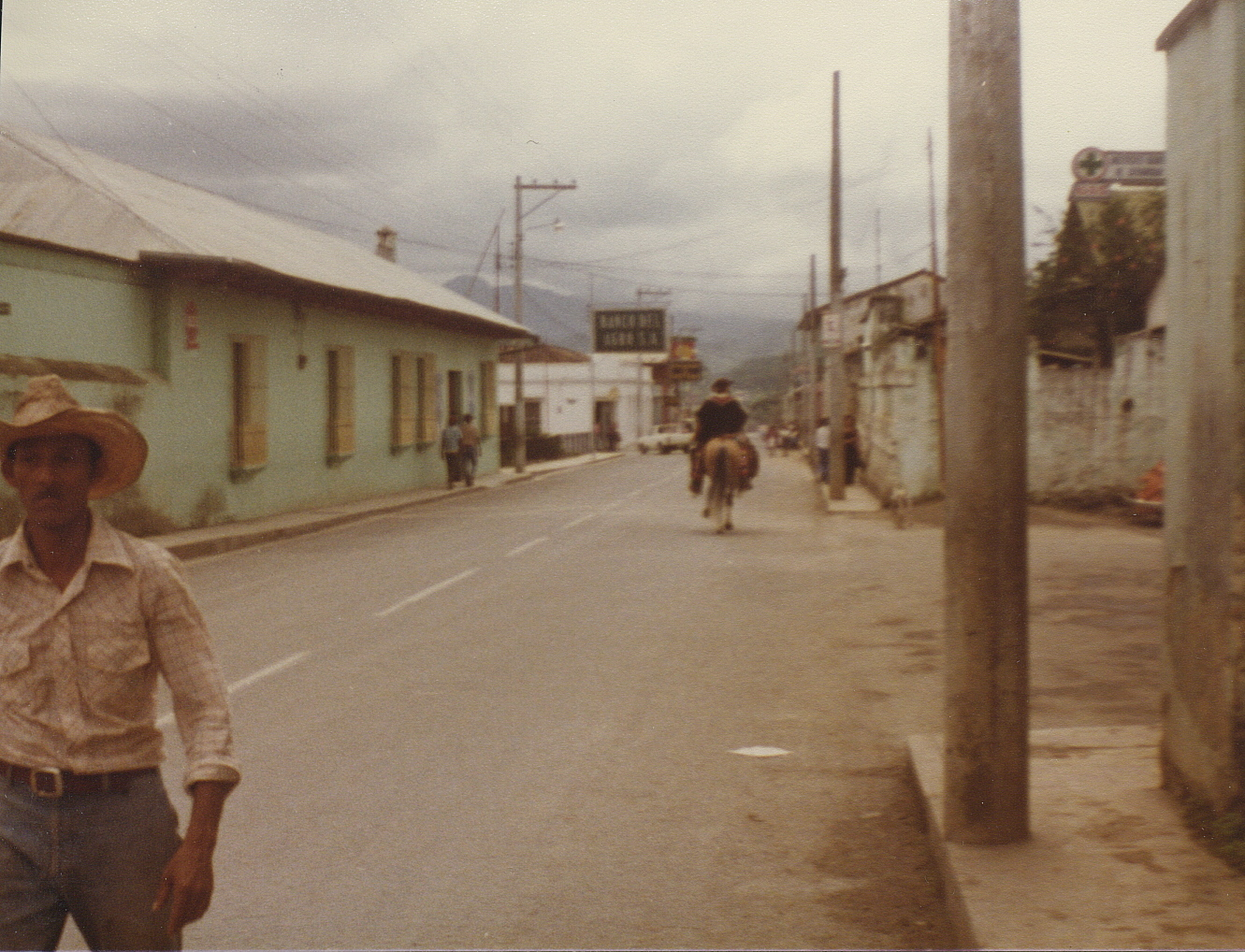
Cavalier dans une rue de Cobán en 1980.

Par la suite, comme dans d'autres pays d'Amérique centrale, une préférence est donnée à des importations de chevaux de grande taille, vus comme « améliorateurs ». L'élevage se développe dans des haciendas des régions de Parga, Capulin, Guazacapán, Chiquimulilla et Taxisco. Des courses de chevaux sont organisées pendant l'époque coloniale.
Dans les régions tropicales chaudes de Zacapa et Jutiapa, les chevaux sont moins nombreux, plus petits, et morphologiquement très proches de ceux du Salvador.

## Pratiques et usages
À la fin des années 1990, les chevaux sont toujours utilisés pour le portage avec un bât. 
Les équidés contribuent tout particulièrement à l'économie domestique dans le Chimaltenango, par exemple pour transporter le café et le maïs, et leur perte peut causer un fort préjudice aux familles qui en sont propriétaires,.
En 2021, une étude est conduite auprès de six communautés du Guatemala afin d'examiner comment les équidés de travail contribuent aux moyens de subsistance des femmes. Bien que l'agriculture se féminise au Guatemala, l'organisation de la société reste très patriarcale.
Le Parque Deportivo Ecuestre La Aurora organise des compétitions équestres.

### Tourisme équestre

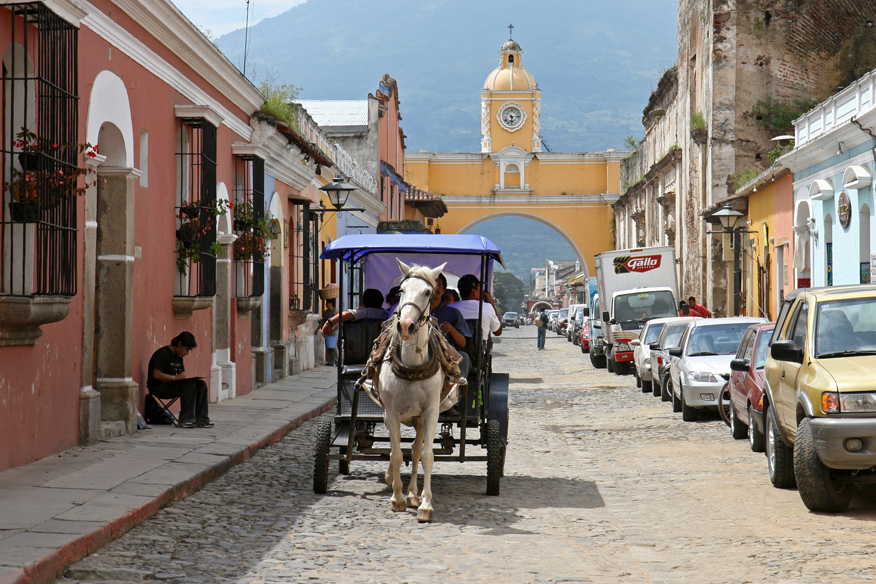
Véhicule hippomobile à Antigua, en 2007.

Le tourisme équestre est devenu de plus en plus populaire au Guatemala durant les années 2010. Il existe des écuries de tourisme à Antigua, Laguna Brava et Nakum. Des randonnées touristiques sont proposées notamment dans les Cuchumatanes.
Antigua propose des visites en calèches de tourisme, mais (en 2006) les chevaux ne sont pas toujours bien soignés, et ce service est exploité sans réglementation garantissant leur bien-être. Une évaluation du bien-être de 24 chevaux (83 % de la population) a permis de déterminer que les principaux problèmes sont la mauvaise condition physique, la déshydratation ainsi que l'état des sabots. Les représentants du gouvernement local ont demandé aux propriétaires de payer une redevance mensuelle, contre l'installation d'un robinet d'eau et d'une zone ombragée pour les chevaux. Une identification des travailleurs et des calèches a aussi été mise en place.

## Élevage
En 2017, la population chevaline du Guatemala est estimée à 124 667 têtes, ce qui représente 0,21 % de la population chevaline mondiale.

### Races élevées
Le zoologue Ángel Cabrera souligne (en 1945) une « homogénéïté dans le genre, qui pousse à admettre une race centre-américaine unique », dans la mesure où tous partagent la même origine ibérique, via les Antilles. Le type de Criollo du Guatemala est relativement solide mais petit, proche du caballo de Charro.
La base de données DAD-IS indique la présence de quatorze races de chevaux au Guatemala : l'American Saddlebred, l'Appaloosa, le Paso du Costa Rica, le Criollo, le Quarter Horse, le Pure race espagnole, le Frison, l'Ibéroaméricain, le Pur-sang, le Paso Fino, le Paso péruvien, le Pinto, le poney et l'Arabe.
Le Guatemala dispose aussi d'une association de race pour le Pure race espagnole (PRE), un cheval ibérique également reconnu au Costa Rica.

### Maladies et parasitisme
Une épizootie d'encéphalomyélite équine vénézuélienne touche la population équine du Guatemala pendant l'été 1969 ; le virus est isolé chez les espèces de moustiques Psorophora confinnis (le principal vecteur), Culex nigripalpus, Culex (melanoconion) spp., Mansonia titillans, Psorophora cilipes et Aedes taeniorhynchus. L'une des trois souches virales clonées testées chez les chevaux a provoqué une encéphalite et la mort d'un cheval sur quatre ; une autre souche a provoqué une encéphalite avec guérison chez un cheval sur deux. Plus de 3 000 chevaux guatémaltèques meurent de cette épidémie. Quatre chevaux sentinelles ont été exposés dans une région aride des hautes terres du drainage atlantique du Guatemala entre août et octobre 1970, mais aucun n'a été infecté.
Les chevaux du Guatemala sont frappés par la fièvre du Nil occidental, qui est apparue en Amérique du Nord en 1999, avant de toucher le Mexique en 2002 et le Salvador en 2003. Les études épidémiologiques sur le Guatemala ne sont menées qu'en 2006, confirmant que des chevaux du pays ont été infectés, ainsi que potentiellement par d'autres flavivirus.
Les chevaux présentent des niveaux d'infestation par les tiques significativement plus élevés que les bovins, ainsi que des scores de condition corporelle plus faibles. La séroprévalence de Babesia equi en 2005 est de 92,7 %. Les espèces Anocentor nitens et Anocentor cajennense ont été le plus souvent trouvées sur les chevaux.
L'anémie infectieuse équine est endémique au Guatemala.

## Culture

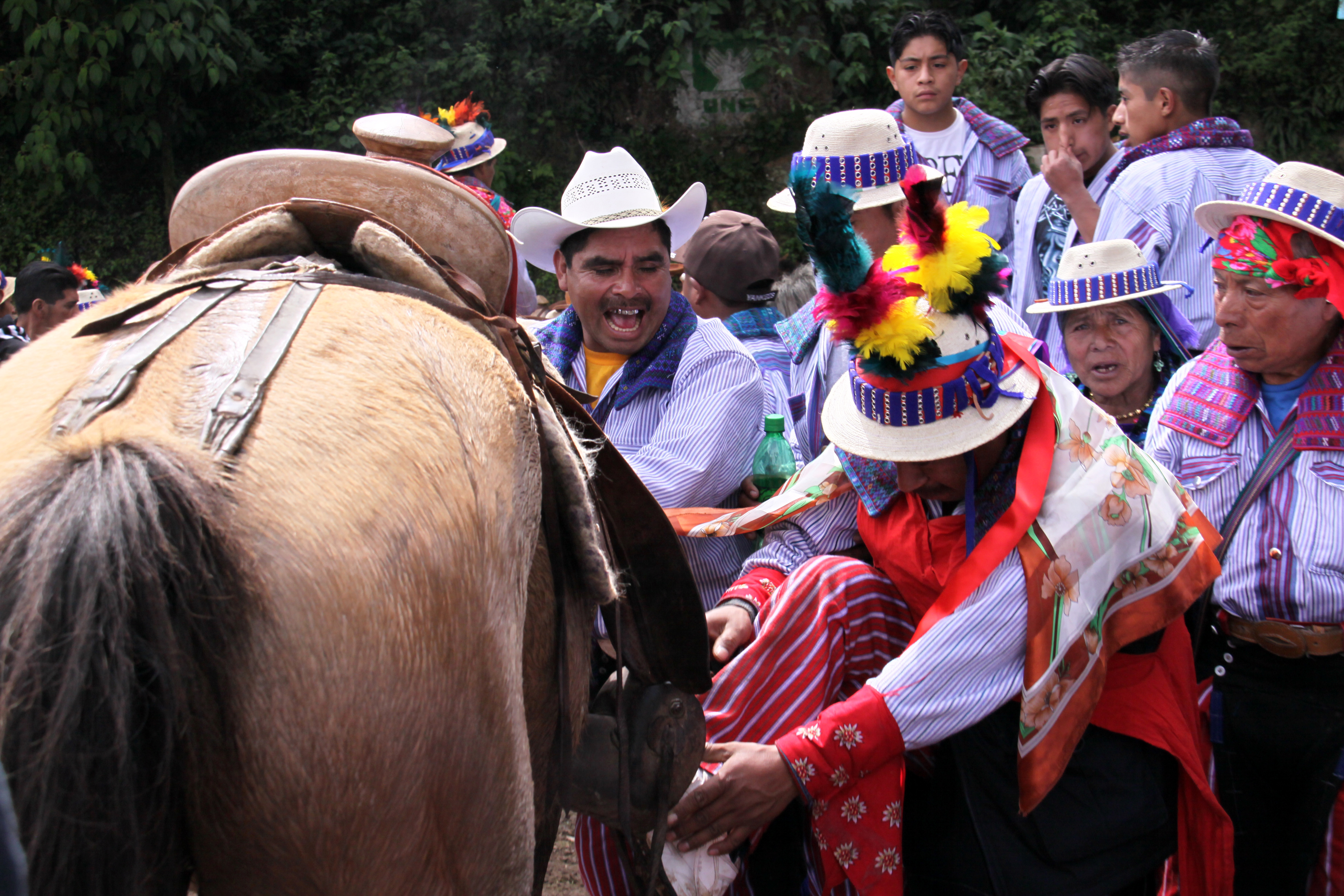
Course de chevaux de la Toussaint à Todos Santos Cuchumatán, en 2008.

D'après Cabrera, le folklore local du Guatemala célèbre « le souvenir d'Alvarado et de son cheval de guerre » au moins jusque durant les années 1940, via des fêtes populaires religieuses. Ces fêtes induisent aussi une confusion entre Alvarado et Saint Santiago, un saint patron fêté en Espagne et au Guatemala, figuré sur le dos d'un cheval blanc,.